# Park Narodowy Kellerwald-Edersee
Park Narodowy Kellerwald-Edersee (niem. Nationalpark Kellerwald-Edersee) – park narodowy w Niemczech. Jest jednym z najbardziej znanych w tym kraju.
Park Narodowy Kellerwald-Edersee zajmuje powierzchnię 57,24 km².